# Hallines
Hallines es una comuna francesa situada en el departamento de Paso de Calais, en la región de Alta Francia.

## Demografía
| 977 | 979 | 1201 | 1239 | 1396 | 1396 | 1211 |
| Para los censos de 1962 a 1999 la población legal corresponde a la población sin duplicidades (Fuente: INSEE [Consultar]) |     |      |      |      |      |      |